# Grand Prix Cycliste de Montréal 2024
Das Straßenradrennen Grand Prix Cycliste de Montréal 2024 war die 13. Austragung des kanadischen Eintagesrennens. Das Rennen fand am 15. September 2024 statt und war Teil der UCI WorldTour 2024.
Der Sieg ging an den Slowenen Tadej Pogačar (UAE Team Emirates), der sich rund 23 Kilometer vor dem Ziel in der vorletzten Auffahrt der Côte Camillien-Houde absetzte und das Rennen als Solist mit einem Vorsprung von 24 Sekunden vor Pello Bilbao (Bahrain Victorious) gewann. Im Sprint um Platz drei setzte sich Julian Alaphilippe (Soudal Quick-Step) durch.

## Teilnehmende Mannschaften und Fahrer
Neben den 18 UCI WorldTeams gingen auch 5 UCI ProTeams und eine Auswahl des kanadischen Nationalteams an den Start. Für jedes Team waren sieben Fahrer startberechtigt.
Mit Tadej Pogačar, Tim Wellens (beide UAE Team Emirates) und Michael Matthews (Team Jayco AlUla) starteten drei ehemalige Sieger des Rennens bei der 12. Austragung.
Zu den Favoriten zählten in erster Linie die bergfesten Fahrer. Neben dem Top-Favorit Tadej Pogačar, galten auch seine Teamkollegen Juan Ayuso, Rafał Majka, Tim Wellens und Finn Fisher-Black (alle UAE Team Emirates), sowie Matteo Jorgenson (Team Visma-Lease a Bike), Simon Yates (Team Jayco AlUla), Pello Bilbao (Bahrain Victorious), Romain Bardet (Team dsm-firmenich PostNL), Sergio Higuita (Red Bull–Bora–Hansgrohe), Michael Woods und Derek Gee (beide Israel-Premier Tech) als mögliche Sieger.
Hinzu kamen die Klassiker-Spezialisten Julian Alaphilippe (Soudal Quick-Step), Tiesj Benoot (Team Visma-Lease a Bike), Matej Mohorič (Bahrain Victorious), Maxim Van Gils (Lotto Dstny), Alberto Bettiol (Astana Qazaqstan Team) und Valentin Madouas (Groupama-FDJ), sowie die Sprinter Biniam Girmay (Intermarché-Wanty), Arnaud De Lie (Lotto Dstny) und Michael Matthews.
| UCI WorldTeams | UCI WorldTeams                  | UCI WorldTeams | UCI WorldTeams          | UCI WorldTeams | UCI WorldTeams            | UCI ProTeams | UCI ProTeams           | Nationalteams |
| -------------- | ------------------------------- | -------------- | ----------------------- | -------------- | ------------------------- | ------------ | ---------------------- | ------------- |
| ADC            | Alpecin-Deceuninck              | GFC            | Groupama-FDJ            | DFP            | Team dsm-firmenich PostNL | IPT          | Israel-Premier Tech    | Kanada        |
| ARK            | Arkéa-B&B Hotels                | IGD            | Ineos Grenadiers        | JAY            | Team Jayco AlUla          | LDT          | Lotto Dstny            |               |
| AST            | Astana Qazaqstan Team           | IWA            | Intermarché-Wanty       | TVL            | Team Visma-Lease a Bike   | TNN          | Team Novo Nordisk      |               |
| TBV            | Bahrain Victorious              | LTK            | Lidl-Trek               | UAD            | UAE Team Emirates         | TUD          | Tudor Pro Cycling Team |               |
| COF            | Cofidis                         | MOV            | Movistar Team           |                |                           | UXM          | Uno-X Mobility         |               |
| DAT            | Decathlon AG2R La Mondiale Team | RBH            | Red Bull-Bora-Hansgrohe |                |                           |              |                        |               |
| EFE            | EF Education-EasyPost           | SOQ            | Soudal Quick-Step       |                |                           |              |                        |               |

## Streckenführung
Die Strecke, die um den Mont Royal hat sich im Vergleich zum Vorjahr nicht verändert. Die Fahrer mussten den 12,3 Kilometer langen Rundkurs jedoch nur 17-mal im Uhrzeigersinn befahren und legten so insgesamt 209,1 Kilometer zurück. Die Herzstücke des Rundkurses waren die Côte Camillien-Houde (212 m), Côte de Polytechnique (158 m) und der Anstieg der Avenue Pagnuelo (126 m), die auf jeder Runde einmal befahren wurden. Pro Runde wurden 269 Höhenmeter absolviert, womit das Rennen insgesamt 4842 Höhenmeter aufwies.
Nach dem Start- und Zielbereich auf der Avenue du Parc in der Nähe des George-Étienne-Cartier-Monument führte die Strecke auf die Voie Camillien-Houde. Diese stieg über 1,8 Kilometer mit einer durchschnittlichen Steigung von 8 % an. Nach 2,1 gefahrenen Kilometern erreichten die Fahrer den höchsten Punkt und gelangten anschließend über die Chemin de la Côte-des-Neiges, Avenue Gatineau und Avenue Maréchal in die Nähe der Universität Montreal. Nach drei 90-Grad-Kurven und der Avenue Decelles begann die Straße auf der Chemin de la Tour wieder leicht zu steigen, ehe auf der Chemin de Polytechnique der zweite Anstieg nach 6,5 Kilometern überquert wurde. Dieser stieg im Schnitt mit 6 % über eine Länge von 780 Metern an. Nach einer schnellen Abfahrt auf der Chemin de la Ramp ging es über den Boulevard  Edouard Montpetit, die Avenue Vincent-d'Indy und die Chemine de la Côte-Sainte-Catherine zum letzten Anstieg. Dieser verlief auf der Avenue Pagnuelo, die für 534 Meter mit 7,5 % anstieg. Nachdem der letzte Anstieg nach 9,5 Kilometern überquert worden war, führte die Strecke über ein rund ein Kilometer langes Plateau auf dem Boulevard du Mont Royal, ehe es bergab auf die Avenue du Parc ging. Diese führte zunächst leicht bergab, ehe die letzten 500 Meter nach einer 180-Grad-Wende leicht bergauf ins Ziel führten.
|                       | km  | Länge (m) | Höhe (m) | Ø Steigung |
| --------------------- | --- | --------- | -------- | ---------- |
| Côte Camillien-Houde  | 2,1 | 1800      | 212      | 8 %        |
| Côte de Polytechnique | 6,5 | 780       | 158      | 6 %        |
| Pagnuelo              | 9,5 | 534       | 126      | 7,5 %      |

## Rennverlauf und Ergebnis
| \| Gesamtwertung \| Gesamtwertung \| Gesamtwertung \| Gesamtwertung \| Gesamtwertung \| \| Fahrer \| Fahrer \| Land \| Team \| Zeit \| \| ------------- \| ------------------ \| ---------------------- \| -------------------------- \| --------------- \| \| 1. \| Tadej Pogačar \| Slowenien \| UAE Team Emirates \| 5 h 28 min 15 s \| \| 2. \| Pello Bilbao \| Spanien \| Bahrain Victorious \| + 24 s \| \| 3. \| Julian Alaphilippe \| Frankreich \| Soudal Quick-Step \| + 40 s \| \| 4. \| Maxim Van Gils \| Belgien \| Lotto Dstny \| + 40 s \| \| 5. \| Ion Izagirre \| Spanien \| Cofidis \| + 40 s \| \| 6. \| Toms Skujiņš \| Lettland \| Lidl-Trek \| + 40 s \| \| 7. \| Tiesj Benoot \| Belgien \| Team Visma \\| Lease a Bike \| + 40 s \| \| 8. \| Michael Woods \| Kanada \| Israel-Premier Tech \| + 40 s \| \| 9. \| Edoardo Zambanini \| Italien \| Bahrain Victorious \| + 40 s \| \| 10. \| Jai Hindley \| Australien \| Red Bull-Bora-Hansgrohe \| + 40 s \| \| 11. \| Romain Bardet \| Frankreich \| Team dsm-firmenich PostNL \| + 40 s \| \| 12. \| Matteo Jorgenson \| Vereinigte Staaten \| Team Visma \\| Lease a Bike \| + 40 s \| \| 13. \| Simon Yates \| Vereinigtes Königreich \| Team Jayco AlUla \| + 40 s \| \| 14. \| Andrea Bagioli \| Italien \| Lidl-Trek \| + 40 s \| \| 15. \| Alex Aranburu \| Spanien \| Movistar Team \| + 40 s \| \| 16. \| Jakob Fuglsang \| Dänemark \| Israel-Premier Tech \| + 45 s \| \| 17. \| Wilco Kelderman \| Niederlande \| Team Visma \\| Lease a Bike \| + 45 s \| \| 18. \| Bauke Mollema \| Niederlande \| Lidl-Trek \| + 54 s \| \| 19. \| Bart Lemmen \| Niederlande \| Team Visma \\| Lease a Bike \| + 58 s \| \| 20. \| Magnus Sheffield \| Vereinigte Staaten \| Ineos Grenadiers \| + 1 min 00 s \| |                    |                        |                            |                 |
| |                    |                        |                            |                 |
| Quelle: ProCyclingStats |                    |                        |                            |                 |
| Gesamtwertung |                    |                        |                            |                 |
| Fahrer | Fahrer             | Land                   | Team                       | Zeit            |
| 1. | Tadej Pogačar      | Slowenien              | UAE Team Emirates          | 5 h 28 min 15 s |
| 2. | Pello Bilbao       | Spanien                | Bahrain Victorious         | + 24 s          |
| 3. | Julian Alaphilippe | Frankreich             | Soudal Quick-Step          | + 40 s          |
| 4. | Maxim Van Gils     | Belgien                | Lotto Dstny                | + 40 s          |
| 5. | Ion Izagirre       | Spanien                | Cofidis                    | + 40 s          |
| 6. | Toms Skujiņš       | Lettland               | Lidl-Trek                  | + 40 s          |
| 7. | Tiesj Benoot       | Belgien                | Team Visma \| Lease a Bike | + 40 s          |
| 8. | Michael Woods      | Kanada                 | Israel-Premier Tech        | + 40 s          |
| 9. | Edoardo Zambanini  | Italien                | Bahrain Victorious         | + 40 s          |
| 10. | Jai Hindley        | Australien             | Red Bull-Bora-Hansgrohe    | + 40 s          |
| 11. | Romain Bardet      | Frankreich             | Team dsm-firmenich PostNL  | + 40 s          |
| 12. | Matteo Jorgenson   | Vereinigte Staaten     | Team Visma \| Lease a Bike | + 40 s          |
| 13. | Simon Yates        | Vereinigtes Königreich | Team Jayco AlUla           | + 40 s          |
| 14. | Andrea Bagioli     | Italien                | Lidl-Trek                  | + 40 s          |
| 15. | Alex Aranburu      | Spanien                | Movistar Team              | + 40 s          |
| 16. | Jakob Fuglsang     | Dänemark               | Israel-Premier Tech        | + 45 s          |
| 17. | Wilco Kelderman    | Niederlande            | Team Visma \| Lease a Bike | + 45 s          |
| 18. | Bauke Mollema      | Niederlande            | Lidl-Trek                  | + 54 s          |
| 19. | Bart Lemmen        | Niederlande            | Team Visma \| Lease a Bike | + 58 s          |
| 20. | Magnus Sheffield   | Vereinigte Staaten     | Ineos Grenadiers           | + 1 min 00 s    |

## Vergabe der UCI-Punkte
Der Grand Prix Cycliste de Montréal 2024 ist Teil der UCI WorldTour 2024. Nach dem Rennen werden UCI-Punkte vergeben, die sich auf die Platzierung der Fahrer und Mannschaften im UCI-Ranking auswirken. Die Punktevergabe erfolgt nach folgendem Schlüssel:
| Platzierung  | 1.  | 2.  | 3.  | 4.  | 5.  | 6.  | 7.  | 8.  | 9.  | 10. | Anmerkung                               |
| ------------ | --- | --- | --- | --- | --- | --- | --- | --- | --- | --- | --------------------------------------- |
| Tageswertung | 500 | 400 | 325 | 275 | 225 | 175 | 150 | 125 | 100 | 85  | gestaffelt bis zum 60. Platz (3 Punkte) |